# Великі Манадиші
Великі Манадиші́ (рос. Большие Манадыши, ерз. Покш Манадыши) — село у складі Атяшевського району Мордовії, Росія. Адміністративний центр Великоманадиського сільського поселення.

## Населення
Населення — 518 осіб (2010; 572 у 2002).
Росіяни становили 76 % від усього населення села згідно з всеросійським переписом 2002 року.